# 新田目翔
新田目 翔（あらため しょう）は、日本のソングライター、編曲家。元ドリームモンスター所属。

## 略歴
1992年生まれ。TVアニメやゲーム楽曲の作詞、作曲、編曲を行うほか、乃木坂46、May'n、井上苑子、水瀬いのりなどへの楽曲提供も手掛ける。2018年12月、ドリームモンスターとの契約を終了し、フリーとなった。作曲家の新田目駿は双子の兄である。

## 提供作品
- 『アイドルマスター ミリオンライブ! シアターデイズ』
  - プリンセススターズ[メンバー 1]
    - 「Princess Be Ambitious!!」（作曲）

  - 4 Luxury
    - 「花ざかりWeekend✿」（作曲・編曲）

  - 765 MILLION ALLSTARS
    - 「Flyers!!!」（作曲・編曲）

  - 如月千早（CV.今井麻美）・星井美希（CV.長谷川明子）・エミリースチュアート（CV.郁原ゆう）・菊地真（CV.平田宏美）・天海春香（CV.中村繪里子）
    - 「World Changer」（共作詞）

- 『ウマ娘 プリティーダービー』
  - メジロマックイーン（CV.大西沙織）・エルコンドルパサー（CV.高橋未奈美）・テイエムオペラオー（CV.徳井青空）
    - 「世界は僕らの言いなりさ」（作詞・作曲・編曲）

  - スピカ[メンバー 2]
    - 「Find My Only Way」（TVアニメ第12話EDテーマ、作曲）

- TVアニメ『魔法使いの嫁』
  - KOCHO
    - 「君の行方」（第5話挿入歌、作詞・作曲・編曲）

- TVアニメ『徒然チルドレン』
  - 小倉唯
    - 「Dear」（作詞・作曲・編曲）

- TVアニメ『ゆるキャン△』
  - 亜咲花
    - 「SHINY DAYS」（OPテーマ、作曲）

- TVアニメ『えんどろ〜!』
  - 水瀬いのり
    - 「Wonder Caravan!」（EDテーマ、作詞・作曲・編曲）

- TVアニメ『SHOW BY ROCK!! ましゅまいれっしゅ!!』
  - ほわん（CV.遠野ひかる）
    - 「まっしろスタートライン」（第1話OPテーマ、作詞・作曲・編曲）

- TVアニメ『継つぐもも』
  - A応P
    - 「風吹けば月夜の果てに」（OPテーマ、作詞・作曲）

- 劇場版『ハイスクール・フリート』
  - TrySail
    - 「Free Turn」（主題歌、Additional Programming）

- ゲームアプリ『恒星少女』
  - May'n
    - 「Starring」（編曲）

- アーケードゲーム『Wonderland Wars』
  - 火遠理（CV.梶裕貴）・オト（CV.沼倉愛美）
    - 「碧き尊き」（編曲）

  - ピーター・ザ・キッド（CV.木村良平）・アイアン・フック（CV.中田譲治）
    - 「Neverending Paradise」（編曲）

- ベリーグッドマン
  - 「ライトスタンド feat. 大阪桐蔭高等学校吹奏楽部」（編曲）

- 乃木坂46（生田絵梨花・久保史緒里）
  - 「新しい花粉～ミュージカル「見知らぬ世界」より～」（作曲）

- 井上苑子
  - 「雨のラブソング」（作曲・編曲）

- JUNNA
  - 「赤い果実」（作曲・編曲）

- 亜咲花
  - 「Turn Up The Music」（作曲・編曲）

- 水瀬いのり
  - 「旅の途中」（作詞・作曲・編曲）

- May'n
  - 「終わらない夢」（作曲・編曲）
  - 「ジェマイユ」（作曲・編曲）

- ピュアリーモンスター
  - 「群青プロローグ」（作詞・作曲・編曲）

- キミノマワリ。
  - 「ほうき星」（作詞・作曲・編曲）

- 御伽原江良（作曲・編曲）
  - 「Get! パティシエ★大作戦」

- めろんぱーかー
  - キミイロ（編曲）

## 劇伴
- TVアニメ『ロード オブ ヴァーミリオン 紅蓮の王』

## 演奏参加
- 『八月のシンデレラナイン』
  - HUiT[メンバー 3]
    - 「青春ライン」（ハーモニカ）

- 水瀬いのり
  - 「Well Wishing Word」（タンバリン）

### ユニットメンバー
1. ↑  春日未来（山崎はるか）、徳川まつり（諏訪彩花）、矢吹可奈（木戸衣吹）、七尾百合子（伊藤美来）、エミリー スチュアート（郁原ゆう）
2. ↑  スペシャルウィーク（和氣あず未）、サイレンススズカ（高野麻里佳）、トウカイテイオー（Machico）、ウオッカ（大橋彩香）、ダイワスカーレット（木村千咲）、ゴールドシップ（上田瞳）、メジロマックイーン（大西沙織）
3. ↑  有原翼（西田望見）、東雲龍（近藤玲奈）、野崎夕姫（南早紀）、河北智恵（井上ほの花）